# 木下英子
木下 英子（きのした ひでこ、1937年〈昭和12年〉7月21日 - ）は、日本の旧皇族。久邇宮朝融王と同妃知子女王の第4王女子。旧名は、英子女王（ひでこじょおう）。皇籍離脱前の身位は女王で、皇室典範における敬称は殿下。今上天皇の従伯母にあたる。

## 略歴
1937年（昭和12年）7月21日、久邇宮朝融王と同妃知子女王の第4王女子として誕生。御七夜の7月27日、「英子」と命名された。1947年（昭和22年）10月14日、皇室典範第11条1項により、皇籍離脱。皇籍離脱後は、「久邇 英子（くに ひでこ）」と名乗った。その後、木下雄三（父：木下又三郎）と結婚し、「木下 英子（きのした ひでこ」となる。

## 血縁
- 父：久邇宮朝融王
- 母：朝融王妃知子女王
- 兄弟：正子女王 - 朝子女王 - 邦昭王 - 通子女王 - 英子女王 - 久邇朝建 - 典子女王 - 朝宏王
- 夫：木下雄三
- 叔母：香淳皇后
- 従兄：明仁
- 従甥：今上天皇